# Policja (Armenia)

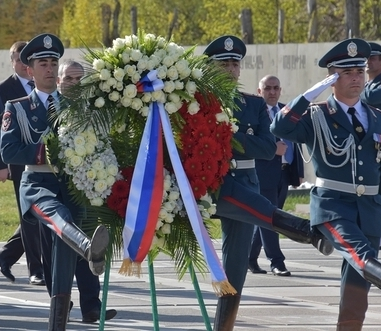
Gwardia honorowa armeńskiej policji

Policja – organ działający w systemie urzędu ds. wewnętrznych w Armenii, który przeznaczony jest do ochrony bezpieczeństwa ludzi i mienia oraz do utrzymywania bezpieczeństwa i porządku publicznego. Do jego głównych zadań należy pilnowanie przestrzegania prawa i ściganie przestępców, jak również zapewnienie ochrony i pomocy w sytuacjach kryzysowych zarówno wobec ludzi, jak i mienia. Jeżeli jest to konieczne, to w specjalnych sytuacjach policja Armenii ma prawo użyć siły.

## Struktura organizacyjna
Komendant Główny Policji RA:
- Wladimir Gasparian

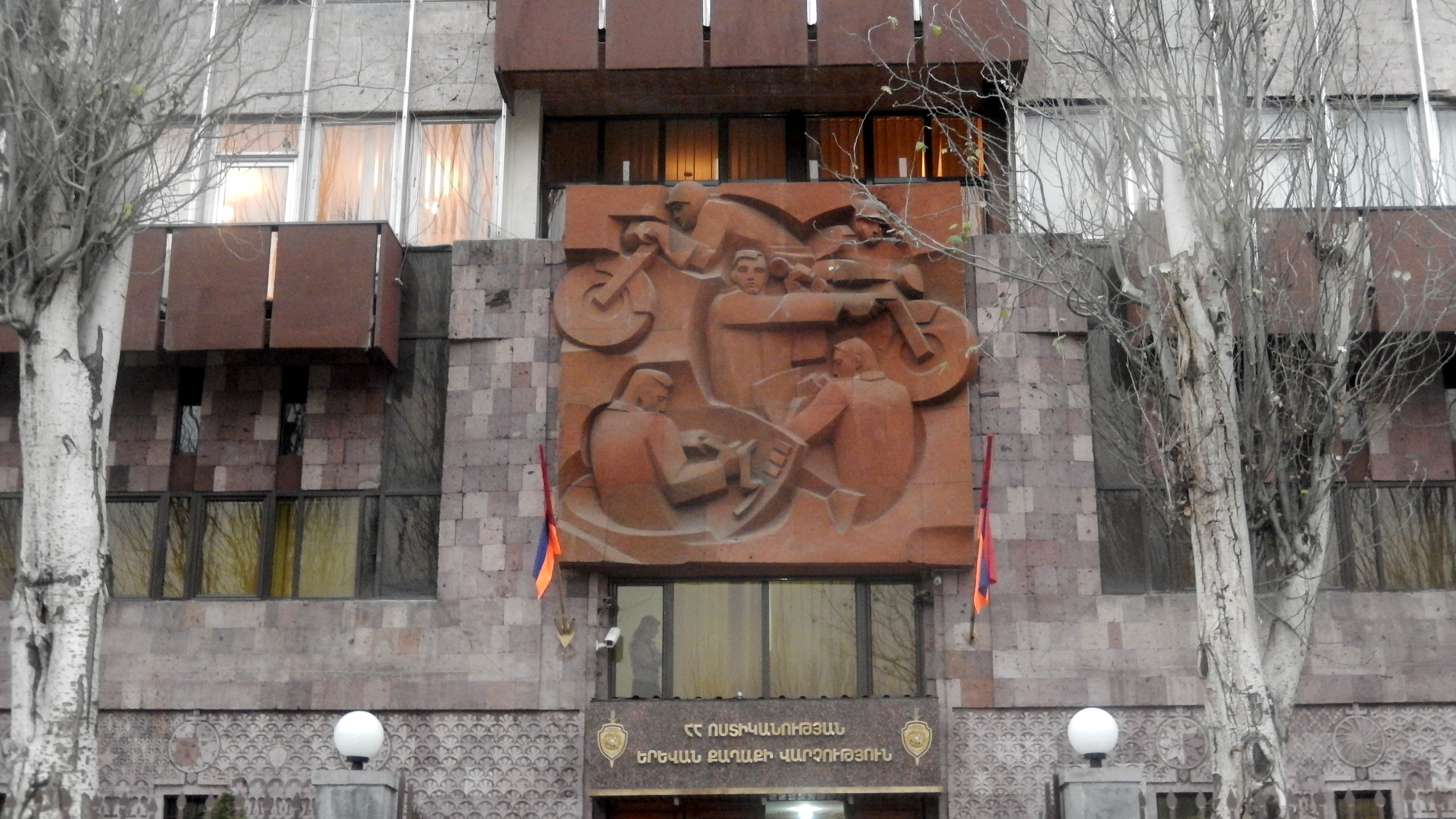
Budynek Policji RA w Erywaniu

I Zastępca Komendanta Głównego Policji:
- Hunan Poghosjan

Zastępcy:
- Anubagh Hambarian
- Samwel Howhannisjan
- Gagik Hambarcumian
- Wartan Jeghiazarian

Dowódca sił policyjnych RA – Zastępca Komendanta Głównego:
- Lewon Jeranosjan